# 農業部漁業署漁業廣播電臺
農業部漁業署漁業廣播電臺（英語Fishery Radio Station、FRS，簡稱漁業廣播電臺、漁廣）是臺灣的一家公營電台，隸屬農業部漁業署。臺灣省政府時期稱“台灣區漁業廣播電臺”，于1983年成立。

## 歷史
1980年，為「提供海上作業漁民迅速而正確之漁業氣象，以保障其生命財產之安全」，中華民國國防部總政治作戰部委托國防部軍事情報局籌建漁業廣播電臺。1983年1月15日，漁業廣播電臺正式成立，總臺位於高雄市前鎮區前鎮漁港附近，發射臺位於澎湖縣白沙鄉。1983年3月發射臺裝架完成，6月總臺營繕工程完工，7月1日起試播漁業氣象，11月高雄、澎湖轉播系統完工，建臺工作全部完成。1984年1月7日正式開播，隸屬臺灣省政府農林廳。
開播後，漁廣業務發展迅速，原設施已經不符需求，故向臺灣省政府爭取經費新台幣三千餘萬元以興建新的廣播大樓。1990年12月20日，漁業廣播電臺廣播大樓動工；1992年4月20日竣工。
1999年7月1日，漁廣改隸行政院農業委員會漁業署。
2023年8月1日，隨農業部漁業署成立更名為「農業部漁業署漁業廣播電臺」。

## 播出時間及頻率
- 00:00-24:00：AM 738kHz、1143kHz、1593kHz[3]

738、1143kHz在澎湖發射，1593kHz在宜蘭發射。
此外，為服務臺灣東部地區無法正常收聽到漁業廣播電台的聽眾，漁廣委託花蓮燕聲廣播電臺（AM 1044kHz）、正聲廣播公司台東廣播電臺（AM 1269kHz）在部分時段播送漁業廣播電臺制作的漁業氣象及沿海觀測資料。該臺也曾委託中央廣播電臺通過短波代播節目，現已取消。
在每天晚間江蘇常州發射的中央人民廣播電台中國之聲開播後，台灣北部有可能無法正常收聽1593kHz。